# Indywidualne Mistrzostwa Świata na Żużlu 1988
Indywidualne Mistrzostwa Świata na Żużlu 1988 – cykl turniejów żużlowych mających wyłonić najlepszych żużlowców na świecie. Tytuł wywalczył Erik Gundersen z Danii – trzecie zwycięstwo w IMŚ (poprzednio w latach 1984, 1985).
W Finale Światowym wystąpili Polacy Zenon Kasprzak – czternasty, Roman Jankowski – ostatnie miejsce. Andrzej Huszcza uczestniczył jako rezerwowy.

## Finał Światowy
- 3 września 1988 r. (sobota),  Vojens – Vojens Speedway Center

| Msc. | Zawodnik             | Kraj              | Pkt  |                |  |
| ---- | -------------------- | ----------------- | ---- | -------------- |  |
| 1    | Erik Gundersen       | Dania             | 14+3 | (3,3,3,3,2) +3 |  |
| 2    | Hans Nielsen         | Dania             | 14+2 | (3,2,3,3,3) +2 |  |
| 3    | Jan O. Pedersen      | Dania             | 13   | (2,2,3,3,3)    |  |
| 4    | Sam Ermolenko        | Stany Zjednoczone | 12   | (3,3,2,1,3)    |  |
| 5    | Per Jonsson          | Szwecja           | 9    | (0,3,1,2,3)    |  |
| 6    | Simon Wigg           | Wielka Brytania   | 9    | (2,0,3,2,2)    |  |
| 7    | Roman Matoušek       | Czechosłowacja    | 8    | (1,1,2,3,1)    |  |
| 8    | Kelvin Tatum         | Wielka Brytania   | 8    | (2,2,1,2,1)    |  |
| 9    | Conny Ivarsson       | Szwecja           | 7    | (1,3,1,0,2)    |  |
| 10   | Chris Morton         | Wielka Brytania   | 6    | (3,0,0,1,2)    |  |
| 11   | Antal Kócsó          | Węgry             | 6    | (1,2,2,0,1)    |  |
| 12   | John Davis           | Wielka Brytania   | 3    | (2,1,0,0,0)    |  |
| 13   | John Jørgensen       | Dania             | 3    | (0,1,0,2,0)    |  |
| 14   | Zenon Kasprzak       | Polska            | 3    | (0,0,2,1,0)    |  |
| 15   | Sándor Tihanyi       | Węgry             | 3    | (1,0,0,1,1)    |  |
| 16   | Roman Jankowski      | Polska            | 2    | (0,1,1,0,0)    |  |
|      | rez. Simon Cross     | Wielka Brytania   | ns   |                |  |
|      | rez. Andrzej Huszcza | Polska            | ns   |                |  |